# Piel de zapa (telenovela)
Piel de zapa fue una telenovela colombiana de 1979, realizada por la programadora Punch y transmitida por la Segunda Cadena de Inravisión. Estaba basada en la obra homónima del escritor francés Honoré de Balzac. Fue protagonizada por Mauricio Figueroa y Mariluz, y se transmitió en otros países, como Perú.

## Sinopsis
Rafael es un jugador que vendió su alma al diablo y a cambio obtuvo un talismán, la piel de zapa. Por cada deseo que pedía Rafael, la piel se achicaba y por lo tanto le restaban años de su vida. 

## Elenco
- Delfina Guido
- Mauricio Figueroa
- Mariluz
- Gloria Zapata
- Flor Vargas

## Ficha técnica
- Adaptación: Pablo Rueda
- Productor: Manuel Medina Mesa
- Director: Roberto Reyes
- Música: Alejandro Jaén

## Versiones
- Versión argentina: película realizada por EFA, protagonizada por Hugo del Carril y Aída Luz en 1943.
- Versión mexicana: telenovela realizada por Televisa, protagonizada por Héctor Andrémar y Gloria Marín en 1964.
- Versión venezolana: telenovela realizada por RCTV, protagonizada por Mayra Alejandra y Raúl Amundaray en 1977.